# Lerici
Lerici is een gemeente in de Italiaanse provincie La Spezia (regio Ligurië) en telt ruim 10.100 inwoners (31-12-2017).
De volgende frazioni maken deel uit van de gemeente: San Terenzo, Tellaro, La Serra, Pugliola, Solaro, Muggiano, Pozzuolo, Venere Azzurra, Senato.
Lerici was een plaats van inspiratie voor schrijvers en dichters als Shelley, Byron en D.H. Lawrence, en de componist Wagner. De baai waaraan Lerici ligt, draagt de naam Baai der Poëten.

## Demografie
Het aantal inwoners van Lerici daalde in de periode 1991-2017 met 17,2% volgens ISTAT.
| Jaar | Inwo- ners |
| ---- | ---------- |
| 1991 | 12.233     |
| 2001 | 10.900     |
| 2004 | 10.802     |
| 2013 | 10.435     |
| 2017 | 10.133     |

## Geografie
Lerici grenst aan de volgende gemeenten: Ameglia, Arcola, La Spezia, Sarzana.

## Geboren
- Doriano Romboni (1968-2013), motorcoureur